# 贾胡特语
贾胡特语（Jah Hut，或称Jah Het）是一种南亚语系语言，使用者是分布在马来半岛克劳河（Krau river）两岸的半岛原住民贾胡特族。

## 系属分类
贾胡特语属于南亚语系亚斯里语支。以前分为中亚斯里语支，但目前认为其应独立，自成一支。
方言
- Kerdau
- Krau
- Ketiar Krau
- Kuala Tembeling
- Pulau Guai
- Cheres
- Ulu Tembeling

## 音系
贾胡特语有9个元音和19个辅音。
|          | 前元音 | 央元音 | 后元音 |
| -------- | ------ | ------ | ------ |
| 闭元音   | i      | ʉ      | u      |
| 半闭元音 | e      | ə      | o      |
| 半开元音 | ɛ      | a      | ɔ      |

|      |      | 唇音 | 齿龈音 | 硬颚音 | 软腭音 | 声门音 |
| ---- | ---- | ---- | ------ | ------ | ------ | ------ |
| 鼻音 | 鼻音 | m    | n      | ɲ      | ŋ      |        |
| 塞音 | 清   | p    | t      | c      | k      | ʔ      |
| 塞音 | 浊   | b    | d      | ɟ      | g      | ʔ      |
| 擦音 | 擦音 |      | s      |        |        | h      |
| 近音 | 近音 |      | l      | j      | w      |        |
| 颤音 | 颤音 |      | r      |        |        |        |

## 语法

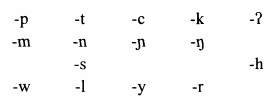
贾胡特语中的字母。

贾胡特语词尾没有重读开音节。该语言有15个可做韵尾的辅音。另外，在给定单词中出现鼻化元音或辅音的情况下，韵尾塞音会被分析为鼻音加声门塞音。
不含不同部位的塞音复辅音。这是说许多词以语音上不能精准匹配的辅音开头（即以“tk”“bk”之类开头的词）这种模式还能在许多其他亚斯里语支语言中找到。
- Tkak-上颚
- Dkan-竹鼠
- Bkul-灰色

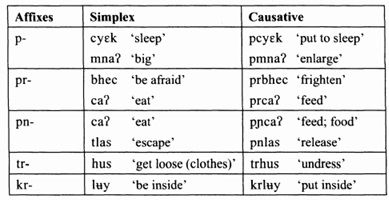
贾胡特语部分使役前缀。

贾胡特语与其他南亚语系语言不同，它几乎没有元音长度的对立。它还用p-或–r-形成使役前缀，可以表达某个特定的东西或人导致某人或某物成为其他事物或做其他事情。
相似地，-m前缀指做动作的人。例如，lyep“编织棕榈叶”；mlayep“编棕榈叶的人”。另一方面，一个动作不直接涉及一个人时，施事需加前缀或中缀-n，具体取决于给定的词根。例如bilit“一个包裹”；bnilit“包裹的动作”。

## 句法
贾胡特语中，除直接宾语外，所有补语都需要一个介词，而且和许多亚斯里语一样，贾胡特语的连动词一般不超过两个，第一个动词为某种形式的运动，第二个动词代表主要动作。另一种形式是，第一个动词为主要动作，第二个动词描述动词的引发方式。另外，如果动词前加人称前缀，就须与句子施事一致，无论兩者位于句子中何处。